# 2012년 세계 청소년 야구 선수권 대회
제25회 세계 청소년 야구 선수권 대회(IBAF AAA World Junior Championships)는 국제 야구 연맹이 2012년 8월 30일부터 9월 8일까지 대한민국 서울특별시에서 개최한 야구 대회이다.

## 메달리스트
| 종목     | 금 | 은 | 동 |
| -------- | --- | --- | --- |
| 토너먼트 | 미국 · 윌리 아브레우 · 크리스천 아로요 · 캐번 비지오 · 라이언 볼트 · 브라이슨 브리그먼 · 이안 클락킨 · 케빈 데이비스 · 스티븐 곤살베스 · 코너 헤이디 · 존 킬리초프스키 · 제레미 마르티네스 · 리즈 맥과이어 · 앤디 맥과이어 · 돔 누녜스 · 크리스 오키 · 라이언 올슨 · 카슨 샌즈 · 도미닉 타콜리니 · 키건 톰프슨 · 개릿 윌리엄스 | 캐나다 · 크리스천 보트닉 · 데이턴 도 · 네이선 데소자 · 브록 다익손 · 카일 한 · 제시 호지스 · 라이언 켈로그 · 제이크 마크스 · 개러스 모건 · 조쉬 네일러 · 대니얼 피네로 · 캘 퀀트릴 · 제이콥 롭슨 · 트래비스 시브룩 · 로건 시프리트 · 크리스토퍼 쇼 · 브렛 시들 · 오언 스피왁 · 미첼 트리올로 · 마일스 빈센트 | 중화 타이베이 · 천쥔샹 · 천위밍 · 천위에쓰 · 황쯔펑 · 훙신치 · 리쭝셴 · 린쯔웨이 · 린이저 · 린정셴 · 류자카이 · 류성훙 · 선위핀 · 선룽훙 · 쑤즈제 · 차이이쉬안 · 차오위닝 · 쩡런허 · 왕정탕 · 양자웨이 · 양샹하오 |

## 팀
다음 12개 팀이 본선에 진출하였다.
| A조            | B조            |
| -------------- | -------------- |
| 오스트레일리아 | 캐나다         |
| 콜롬비아       | 중화 타이베이1 |
| 네덜란드       | 체코           |
| 대한민국       | 이탈리아       |
| 미국           | 일본           |
| 베네수엘라     | 파나마         |

^1 중화 타이베이는 공식적으로 중화민국으로 불리는 국가를 대표하는 팀에 대한 IBAF의 공식 명칭으로, 더 일반적으로는 대만으로 알려져 있다. (자세한 내용은 대만 문제 참조)

## 1라운드

### A조

#### 순위
| 팀             | W | L | 승률 | 차이 | R  | RA |
| -------------- | - | - | ---- | ---- | -- | -- |
| 미국           | 4 | 1 | .800 | –    | 39 | 13 |
| 대한민국       | 3 | 1 | .750 | ½    | 18 | 7  |
| 콜롬비아       | 3 | 2 | .600 | 1    | 24 | 27 |
| 베네수엘라     | 2 | 3 | .400 | 2    | 19 | 18 |
| 오스트레일리아 | 2 | 3 | .400 | 2    | 21 | 24 |
| 네덜란드       | 0 | 4 | .000 | 3½   | 10 | 42 |

#### 일정
| 2012년 8월 31일 | 콜롬비아 | 4 – 7 | 오스트레일리아 | 서울종합운동장 야구장, 서울특별시 관중: 100 |
| 2012년 8월 31일 |          |       |                | 서울종합운동장 야구장, 서울특별시 관중: 100 |

| 2012년 8월 31일 | 대한민국 | 2 – 1 | 베네수엘라 | 서울종합운동장 야구장, 서울특별시 관중: 230 |
| 2012년 8월 31일 |          |       |            | 서울종합운동장 야구장, 서울특별시 관중: 230 |

| 2012년 8월 31일 | 네덜란드 | 0 – 17 (7회 콜드) | 미국 | 목동야구장, 서울특별시 관중: 145 |
| 2012년 8월 31일 |          |                   |      | 목동야구장, 서울특별시 관중: 145 |

| 2012년 9월 1일 | 오스트레일리아 | 3 – 6 (10회 연장) | 베네수엘라 | 서울종합운동장 야구장, 서울특별시 관중: 100 |
| 2012년 9월 1일 |                |                   |            | 서울종합운동장 야구장, 서울특별시 관중: 100 |

| 2012년 9월 1일 | 콜롬비아 | 9 – 6 | 네덜란드 | 목동야구장, 서울특별시 관중: 100 |
| 2012년 9월 1일 |          |       |          | 목동야구장, 서울특별시 관중: 100 |

| 2012년 9월 1일 | 대한민국 | 8 – 2 | 미국 | 서울종합운동장 야구장, 서울특별시 관중: 4,000 |
| 2012년 9월 1일 |          |       |      | 서울종합운동장 야구장, 서울특별시 관중: 4,000 |

| 2012년 9월 2일 | 미국 | 11 – 1 (7회 콜드) | 콜롬비아 | 목동야구장, 서울특별시 관중: 50 |
| 2012년 9월 2일 |      |                   |          | 목동야구장, 서울특별시 관중: 50 |

| 2012년 9월 2일 | 베네수엘라 | 8 – 3 | 네덜란드 | 서울종합운동장 야구장, 서울특별시 관중: 85 |
| 2012년 9월 2일 |            |       |          | 서울종합운동장 야구장, 서울특별시 관중: 85 |

| 2012년 9월 2일 | 오스트레일리아 | 1 – 7 | 대한민국 | 목동야구장, 서울특별시 관중: 1,000 |
| 2012년 9월 2일 |                |       |          | 목동야구장, 서울특별시 관중: 1,000 |

| 2012년 9월 3일 | 네덜란드 | 1 – 8 | 오스트레일리아 | 목동야구장, 서울특별시 관중: 65 |
| 2012년 9월 3일 |          |       |                | 목동야구장, 서울특별시 관중: 65 |

| 2012년 9월 3일 | 대한민국 | 1 – 3 | 콜롬비아 | 목동야구장, 서울특별시 관중: 800 |
| 2012년 9월 3일 |          |       |          | 목동야구장, 서울특별시 관중: 800 |

| 2012년 9월 3일 | 미국 | 3 – 2 | 베네수엘라 | 서울종합운동장 야구장, 서울특별시 관중: 143 |
| 2012년 9월 3일 |      |       |            | 서울종합운동장 야구장, 서울특별시 관중: 143 |

| 2012년 9월 4일 | 베네수엘라 | 2 – 7 | 콜롬비아 | 목동야구장, 서울특별시 관중: 50 |
| 2012년 9월 4일 |            |       |          | 목동야구장, 서울특별시 관중: 50 |

| 2012년 9월 4일 | 네덜란드 | 우천 취소 | 대한민국 | 서울종합운동장 야구장, 서울특별시 |
| 2012년 9월 4일 |          |           |          | 서울종합운동장 야구장, 서울특별시 |

| 2012년 9월 5일 | 미국 | 6 – 2 | 오스트레일리아 | 서울종합운동장 야구장, 서울특별시 관중: 150 |
| 2012년 9월 5일 |      |       |                | 서울종합운동장 야구장, 서울특별시 관중: 150 |

### B조

#### 순위
| 팀            | W | L | 승률 | 차이 | R  | RA |
| ------------- | - | - | ---- | ---- | -- | -- |
| 캐나다        | 4 | 1 | .800 | –    | 28 | 17 |
| 일본          | 4 | 1 | .800 | –    | 29 | 7  |
| 중화 타이베이 | 3 | 1 | .750 | ½    | 16 | 10 |
| 파나마        | 2 | 3 | .400 | 2    | 12 | 24 |
| 이탈리아      | 1 | 3 | .250 | 2½   | 16 | 14 |
| 체코          | 0 | 5 | .000 | 4    | 5  | 34 |

#### 일정
| 2012년 8월 31일 | 파나마 | 2 – 0 | 이탈리아 | 목동야구장, 서울특별시 관중: 70 |
| 2012년 8월 31일 |        |       |          | 목동야구장, 서울특별시 관중: 70 |

| 2012년 8월 31일 | 캐나다 | 6 – 5 (10회 연장) | 일본 | 목동야구장, 서울특별시 관중: 125 |
| 2012년 8월 31일 |        |                   |      | 목동야구장, 서울특별시 관중: 125 |

| 2012년 8월 31일 | 체코 | 0 – 6 | 중화 타이베이 | 서울종합운동장 야구장, 서울특별시 관중: 100 |
| 2012년 8월 31일 |      |       |               | 서울종합운동장 야구장, 서울특별시 관중: 100 |

| 2012년 9월 1일 | 캐나다 | 4 – 3 | 이탈리아 | 목동야구장, 서울특별시 관중: 85 |
| 2012년 9월 1일 |        |       |          | 목동야구장, 서울특별시 관중: 85 |

| 2012년 9월 1일 | 중화 타이베이 | 0 – 2 | 일본 | 서울종합운동장 야구장, 서울특별시 관중: 500 |
| 2012년 9월 1일 |               |       |      | 서울종합운동장 야구장, 서울특별시 관중: 500 |

| 2012년 9월 1일 | 체코 | 2 – 6 | 파나마 | 목동야구장, 서울특별시 관중: 95 |
| 2012년 9월 1일 |      |       |        | 목동야구장, 서울특별시 관중: 95 |

| 2012년 9월 2일 | 이탈리아 | 12 – 1 (7회 콜드) | 체코 | 서울종합운동장 야구장, 서울특별시 관중: 72 |
| 2012년 9월 2일 |          |                   |      | 서울종합운동장 야구장, 서울특별시 관중: 72 |

| 2012년 9월 2일 | 중화 타이베이 | 6 – 5 | 캐나다 | 목동야구장, 서울특별시 관중: 200 |
| 2012년 9월 2일 |               |       |        | 목동야구장, 서울특별시 관중: 200 |

| 2012년 9월 2일 | 일본 | 8 – 0 | 파나마 | 서울종합운동장 야구장, 서울특별시 관중: 224 |
| 2012년 9월 2일 |      |       |        | 서울종합운동장 야구장, 서울특별시 관중: 224 |

| 2012년 9월 3일 | 캐나다 | 3 – 2 | 체코 | 서울종합운동장 야구장, 서울특별시 관중: 73 |
| 2012년 9월 3일 |        |       |      | 서울종합운동장 야구장, 서울특별시 관중: 73 |

| 2012년 9월 3일 | 중화 타이베이 | 4 – 3 | 파나마 | 서울종합운동장 야구장, 서울특별시 관중: 103 |
| 2012년 9월 3일 |               |       |        | 서울종합운동장 야구장, 서울특별시 관중: 103 |

| 2012년 9월 3일 | 일본 | 7 – 1 | 이탈리아 | 목동야구장, 서울특별시 관중: 85 |
| 2012년 9월 3일 |      |       |          | 목동야구장, 서울특별시 관중: 85 |

| 2012년 9월 4일 | 일본 | 7 – 0 (5회 콜드) | 체코 | 서울종합운동장 야구장, 서울특별시 관중: 45 |
| 2012년 9월 4일 |      |                  |      | 서울종합운동장 야구장, 서울특별시 관중: 45 |

| 2012년 9월 4일 | 이탈리아 | 우천 취소 | 중화 타이베이 | 목동야구장, 서울특별시 |
| 2012년 9월 4일 |          |           |               | 목동야구장, 서울특별시 |

| 2012년 9월 5일 | 파나마 | 1 – 10 | 캐나다 | 목동야구장, 서울특별시 관중: 78 |
| 2012년 9월 5일 |        |        |        | 목동야구장, 서울특별시 관중: 78 |

## 2라운드

### C조

#### 순위
| 팀            | W | L | 승률 | 차이 | R  | RA | 동률 규정       |
| ------------- | - | - | ---- | ---- | -- | -- | --------------- |
| 미국          | 3 | 2 | .600 | –    | 28 | 16 | 1–1, 0.173 TQB  |
| 캐나다        | 3 | 2 | .600 | –    | 25 | 26 | 1–1, -0.006 TQB |
| 중화 타이베이 | 3 | 2 | .600 | –    | 17 | 16 | 1–1, -0.192 TQB |
| 콜롬비아      | 2 | 3 | .400 | 1    | 14 | 25 | 2–0             |
| 일본          | 2 | 3 | .400 | 1    | 16 | 21 | 1–1             |
| 대한민국      | 2 | 3 | .400 | 1    | 23 | 19 | 0–2             |

#### 일정
| 2012년 9월 5일 | 대한민국 | 3 – 7 (10회 연장) | 중화 타이베이 | 서울종합운동장 야구장, 서울특별시 관중: 520 |
| 2012년 9월 5일 |          |                   |               | 서울종합운동장 야구장, 서울특별시 관중: 520 |

| 2012년 9월 5일 | 일본 | 0 – 3 | 콜롬비아 | 목동야구장, 서울특별시 관중: 118 |
| 2012년 9월 5일 |      |       |          | 목동야구장, 서울특별시 관중: 118 |

| 2012년 9월 5일 | 미국 | 0 – 1 (10회 연장) | 캐나다 | 서울종합운동장 야구장, 서울특별시 관중: 120 |
| 2012년 9월 5일 |      |                   |        | 서울종합운동장 야구장, 서울특별시 관중: 120 |

| 2012년 9월 6일 | 캐나다 | 10 – 6 | 콜롬비아 | 목동야구장, 서울특별시 관중: 84 |
| 2012년 9월 6일 |        |        |          | 목동야구장, 서울특별시 관중: 84 |

| 2012년 9월 6일 | 미국 | 5 – 1 | 중화 타이베이 | 목동야구장, 서울특별시 관중: 113 |
| 2012년 9월 6일 |      |       |               | 목동야구장, 서울특별시 관중: 113 |

| 2012년 9월 6일 | 대한민국 | 2 – 4 | 일본 | 목동야구장, 서울특별시 관중: 3,500 |
| 2012년 9월 6일 |          |       |      | 목동야구장, 서울특별시 관중: 3,500 |

| 2012년 9월 7일 | 중화 타이베이 | 3 – 1 | 콜롬비아 | 목동야구장, 서울특별시 관중: 85 |
| 2012년 9월 7일 |               |       |          | 목동야구장, 서울특별시 관중: 85 |

| 2012년 9월 7일 | 캐나다 | 3 – 9 | 대한민국 | 목동야구장, 서울특별시 관중: 210 |
| 2012년 9월 7일 |        |       |          | 목동야구장, 서울특별시 관중: 210 |

| 2012년 9월 7일 | 미국 | 10 – 5 | 일본 | 목동야구장, 서울특별시 관중: 200 |
| 2012년 9월 7일 |      |        |      | 목동야구장, 서울특별시 관중: 200 |

## 3라운드

### 11위 결정전
| 2012년 9월 5일 | 체코 | 4 – 7 | 네덜란드 | 목동야구장, 서울특별시 관중: 87 |
| 2012년 9월 5일 |      |       |          | 목동야구장, 서울특별시 관중: 87 |

### 9위 결정전
| 2012년 9월 6일 | 오스트레일리아 | 11 – 2 | 이탈리아 | 서울 구의 야구장 관중: 45 |
| 2012년 9월 6일 |                |        |          | 서울 구의 야구장 관중: 45 |

### 7위 결정전
| 2012년 9월 6일 | 파나마 | 5 – 4 | 베네수엘라 | 서울 구의 야구장 관중: 65 |
| 2012년 9월 6일 |        |       |            | 서울 구의 야구장 관중: 65 |

### 5위 결정전
| 2012년 9월 8일 | 일본 | 0 – 3 | 대한민국 | 목동야구장, 서울특별시 관중: 1,100 |
| 2012년 9월 8일 |      |       |          | 목동야구장, 서울특별시 관중: 1,100 |

### 동메달 결정전
| 2012년 9월 8일 | 중화 타이베이 | 4 – 1 | 콜롬비아 | 목동야구장, 서울특별시 관중: 120 |
| 2012년 9월 8일 |               |       |          | 목동야구장, 서울특별시 관중: 120 |

### 결승전
| 2012년 9월 8일 | 미국 | 6 – 2 | 캐나다 | 목동야구장, 서울특별시 관중: 400 |
| 2012년 9월 8일 |      |       |        | 목동야구장, 서울특별시 관중: 400 |

## 최종 순위
| \| 1 \| 미국 \| 7 \| 2 \| \| 결승전에서 패배 \| \| \| \| \| 2 \| 캐나다 \| 6 \| 3 \| \| 결승전 진출 실패 \| \| \| \| \| 3 \| 중화 타이베이 \| 6 \| 2 \| \| 4 \| 콜롬비아 \| 4 \| 5 \| \| 동메달 결정전 진출 실패 \| \| \| \| \| 5 \| 대한민국 \| 5 \| 3 \| \| 6 \| 일본 \| 5 \| 4 \| \| 2라운드 진출 실패 \| \| \| \| \| 7 \| 파나마 \| 3 \| 3 \| \| 8 \| 베네수엘라 \| 2 \| 4 \| \| 7위 결정전 진출 실패 \| \| \| \| \| 9 \| 오스트레일리아 \| 3 \| 3 \| \| 10 \| 이탈리아 \| 1 \| 4 \| \| 9위 결정전 진출 실패 \| \| \| \| \| 11 \| 네덜란드 \| 1 \| 4 \| \| 12 \| 체코 \| 0 \| 6 \| |                |    |    |
| 순위 | 팀             | 승 | 패 |
| 1 | 미국           | 7  | 2  |
| 결승전에서 패배 |                |    |    |
| 2 | 캐나다         | 6  | 3  |
| 결승전 진출 실패 |                |    |    |
| 3 | 중화 타이베이  | 6  | 2  |
| 4 | 콜롬비아       | 4  | 5  |
| 동메달 결정전 진출 실패 |                |    |    |
| 5 | 대한민국       | 5  | 3  |
| 6 | 일본           | 5  | 4  |
| 2라운드 진출 실패 |                |    |    |
| 7 | 파나마         | 3  | 3  |
| 8 | 베네수엘라     | 2  | 4  |
| 7위 결정전 진출 실패 |                |    |    |
| 9 | 오스트레일리아 | 3  | 3  |
| 10 | 이탈리아       | 1  | 4  |
| 9위 결정전 진출 실패 |                |    |    |
| 11 | 네덜란드       | 1  | 4  |
| 12 | 체코           | 0  | 6  |

## 관계자

### 기술 위원
위원장:
짐 바바 (캐나다)
위원:
- 브렛 피켓 (호주)
- 아소 코지 (일본)
- 린화웨이 (중화 타이베이)
- 조지 산티아고 (푸에르토리코)
- 이규석 (대한민국)
- 강문길 (대한민국)
- 김병일 (대한민국)
- 박노준 (대한민국)
- 손혁 (대한민국)

### 심판
심판 감독:
구스타보 로드리게스 (미국)
위원:
- 그레고리 하워드 (호주)
- 존 오코 (캐나다)
- 천빈순 (중화 타이베이)
- 데이비드 쿨하넥 (체코)
- 마르코 타우렐리 (이탈리아)
- 야마구치 토모히사 (일본)
- 박희영 (대한민국)
- 오스멜 피멘텔 (베네수엘라)
- 와카바야시 고 (일본)
- 데이비드 콘던 (미국)
- 케빈 스위니 (미국)
- 바티스타 페르민 (파나마)
- 김도형 (대한민국)
- 양재만 (대한민국)
- 임재훈 (대한민국)
- 박성준 (대한민국)
- 황석만 (대한민국)
- 박원정 (대한민국)

### 기록원
기록 감독:
마르코 바티스텔라 (이탈리아)
위원:
- 스미 타쿠야 (일본)
- 페이코 드로스트 (네덜란드)
- 제니 몰로니 (호주)
- 안우준 (대한민국)
- 오익환 (대한민국)
- 황성준 (대한민국)
- 한인희 (대한민국)
- 김영성 (대한민국)

### 항소 위원회
위원장:
구스타보 로드리게스 (미국)
위원:
- 이상형 (대한민국)
- 지아니 파브리치 (이탈리아)